# Kasteel Heel
Kasteel Heel was een kasteel in Heel, gelegen aan de Monseigneur Savelsbergweg 104, in de Nederlandse gemeente Maasgouw. Op 28 december 2023 is het volledige kasteel, een rijksmonument, verloren gegaan bij een uitslaande brand.

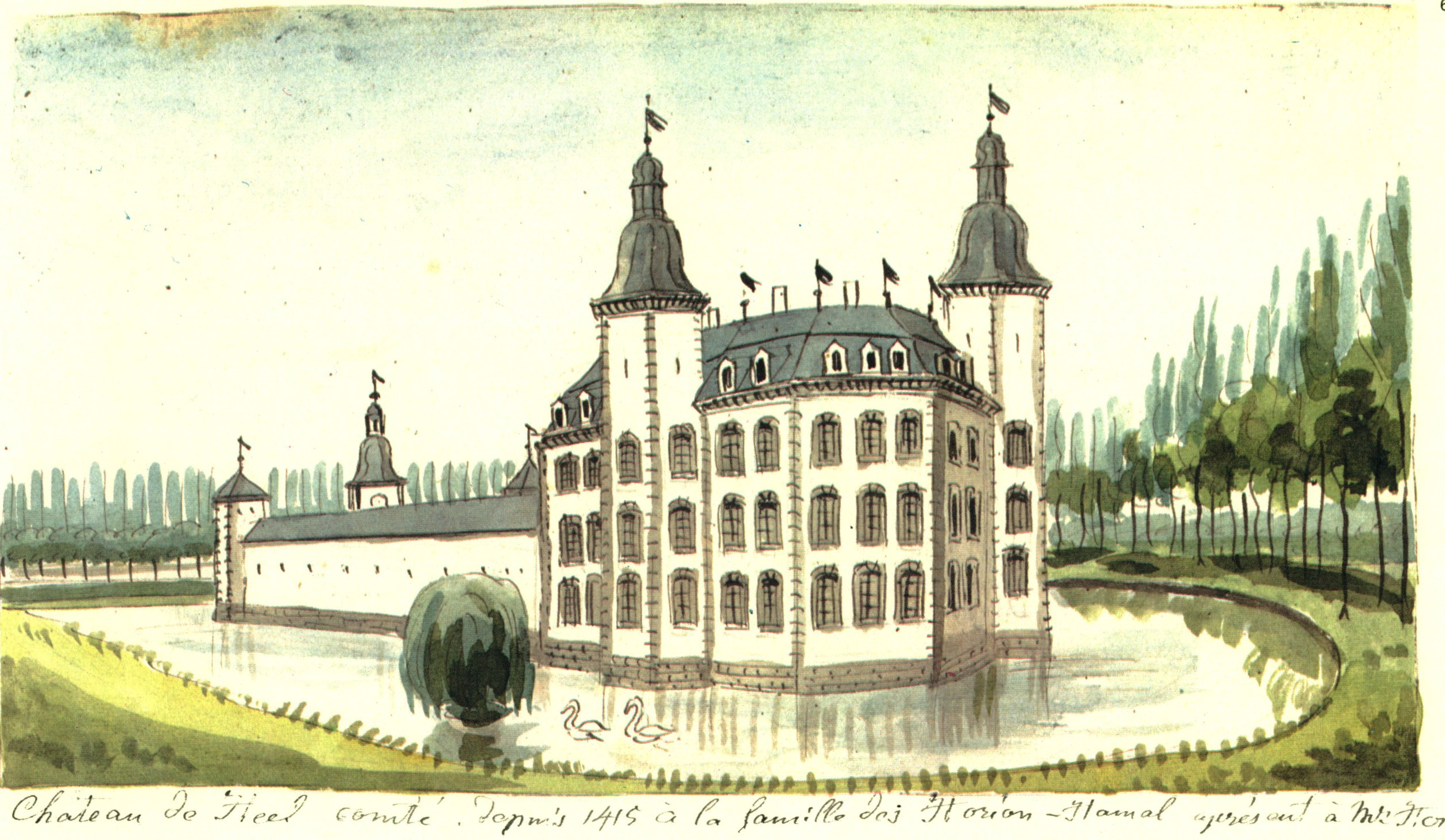
Kasteel Heel midden 19e eeuw, door Philippus van Gulpen

## Geschiedenis
Het is niet bekend wanneer op deze plaats voor het eerst een kasteel werd gebouwd. Er zijn fundamenten uit de Merovingische tijd aangetroffen, maar de eerste schriftelijke vermelding is van 1264.
De hoofdvleugel van het kasteel werd in 1686 gebouwd. Omstreeks 1750 werden twee zijvleugels aangebouwd.
In 1264 was het kasteel met landgoed, jacht- en visrecht een leen van het Huis Horne. De toen genoemde heren stamden uit het geslacht Van Ghoor, dat afstamt van de familie Van Horne. In 1417 werd Willem van Ghoor vermeld als heer, hij bezat ook het stamslot Ghoor nabij Neer. Na hem ging het over van vader op zoon: Aernt, Daniël en Jan werden achtereenvolgens heer van Heel. Jan kreeg vier dochters, waarmee het kasteel overging op de familie De Horion, die uit Luik afkomstig was.
In 1804 werd het kasteel verkocht aan de Maastrichtse familie Hermans. In 1880 werd het verkocht aan de Broeders van de Heilige Joseph. In het kasteel werd toen het Sint-Josephgesticht gevestigd. Deels was dit een weeshuis, deels werden er mensen met een verstandelijke beperking opgevangen. Omstreeks 1900 werd het complex uitgebreid. Vanaf 1910 werden hier vrouwen en meisjes begeleid en verpleegd en kreeg het complex de naam Huize Sint-Anna. Het werd geleid door de Kleine Zusters van de Heilige Joseph. In 1930 werd een neoromaanse kerk bijgebouwd. In 1961 werd een poort met hardstenen fronton ingemetseld waarop zich de wapenschilden van de familie De Horion en De Raville bevonden.
Huize Sint-Anna bleef nog bestaan als een zorglocatie voor mensen met een verstandelijke beperking, onderdeel van de Koraalgroep onder de naam Sint-Anna. De oorspronkelijke kloostergebouwen, met uitzondering van kasteel en kapel, werden gesloopt in 2012. Het kasteel stond al geruime tijd leeg toen het eind 2023 door brand verloren ging.

## Gebouw
De hoofdvleugel uit 1686 had een zware vierkante toren met gefatsoeneerde spits. De zijvleugels uit ca. 1750, gegroepeerd ter weerszijden van het voorplein, hadden een mansardedak. Van de voorburcht resteerde nog een 17e-eeuws hoekpaviljoen met achtkante spits. 
Het geheel is omgeven door een park, waarin zich een beeld van Sint-Anna bevindt uit het einde van de 19e eeuw, en een beeld van Peter Joseph Savelberg, stichter van de congregatie, uit 1954.
Op het voormalige kloosterterrein staan naast het kasteel nog de Sint-Annakerk en de Kapel van het Kindje Jezus van Praag.